# 1909足球會
1909足球會（丹麥語：Boldklubben 1909），或簡稱B1909，是一家位於丹麥菲英島第一大城奧登塞的足球會，成立於1909年，目前參加菲英島系列賽。B1909曾經於1912年到1993年在丹麥頂級足球聯賽中度過38個賽季，並獲得1959年和1964年丹麥甲組足球聯賽冠軍，以及1962年和1971年的丹麥盃冠軍。
2006-07年賽季，B1909一線隊與B1913和Dalum IF合併組成菲恩（FC Fyn）。2013年隨著菲恩解散，三支球隊重新獨立參加低級別聯賽。

## 球會榮譽
- 丹麥足球冠軍

 冠軍 (2)： 1959, 1964
- 丹麥盃

 冠軍 (2)： 1961–62, 1970–71
 亞軍 (1)：1976–77
- 丹麥省級錦標賽

 冠軍 (1)： 1931
 亞軍 (1)：1926–27
- 菲因島系列賽

 冠軍 (16)： 1919–20, 1920–21, 1921–22, 1926–27, 1930–31, 1931–32, 1934–35, 1951–52‡, 1952–53‡, 1958‡, 1961‡, 1962‡, 1964‡, 1981‡, 2012–13R, 2016–17
 亞軍 (24)：  1916–17, 1917–18, 1918–19, 1922–23, 1923–24, 1928–29, 1929–30, 1932–33, 1933–34, 1935–36, 1941–42‡, 1946–47‡, 1947–48‡, 1955–56‡, 1956–57‡, 1959‡, 1960‡, 1963‡, 1974‡, 1979‡, 1980‡, 2011R, 2011–12R, 2013–14
- 菲因島盃

 冠軍 (14)：1921, 1922, 1923, 1928, 1930, 1936, 1938, 1940, 1941, 1942, 1943, 1944, 1950, 1953
 亞軍 (9)：1920, 1924, 1927, 1932, 1939, 1947, 1948, 1949, 1952
‡: 以預備隊的身份
R:以菲恩預備隊的身份

## 外部連結
- 官方网站（丹麥語）